# Quercus ×hispanica
Espèce
Synonymes
- Quercus ×ambrozyana Simonk.[2]
- Quercus ×hispanica (P. Watson) Rehder[2]
- Quercus ×lucombeana Sweet, nom. nud.[2]
- Quercus cerris (Simonk.) Rehder[2]
- Quercus cerris P. Watson[2]
- Quercus hispanica Lam. (préféré par GRIN)[2]
- Quercus ×hispanica (préféré par NCBI)[3]
- Quercus ×hispanica[3]

Quercus ×hispanica est un arbre d'ornement issu de l'hybridation entre le chêne chevelu et le chêne liège.
Cette hybridation peut être naturelle dans le sud de la France. La forme cultivée a été créée aux pépinières de William Lucombe à Exeter en 1762. La nomenclature des différents cultivars est confuse.